# Експеримент на Щерн-Герлах
Експериментът на Щерн-Герлах е експеримент, направен от германските физици Ото Щерн и Валтер Герлах през 1922 година, който изиграва важна роля в развитието на квантовата механика като демонстрира т.нар. наличие на спин у електроните. При него сноп от сребърни атоми се пропуска през нехомогенно магнитно поле и се регистрира следата. Оказва се, че снопът се разцепва на две — заради различните спинове (моменти на импулса) на електрона в най-външния слой на сребърния атом. Това означава, че спинът на електроните може да има само две стойности – +1/2 и -1/2 и е ориентиран в две посоки — нагоре или надолу. Ако големината и посоката на спина бяха произволни, разпределението на преминалите атоми щеше да е непрекъснато (всички стойности са еднакво вероятни) и регистрираните следи от тях щяха да образуват непрекъсната права линия.